# Armérie maritime
Armeria maritima
Espèce
Classification phylogénétique
Statut de conservation UICN

 LC  : Préoccupation mineure
L'Armérie maritime (Armeria maritima), œillet marin, gazon d'Espagne , est une espèce de plantes herbacées vivaces de la famille des Plumbaginaceae. Halophyte strictement littorale, elle est à répartition boréo-subocéanique.

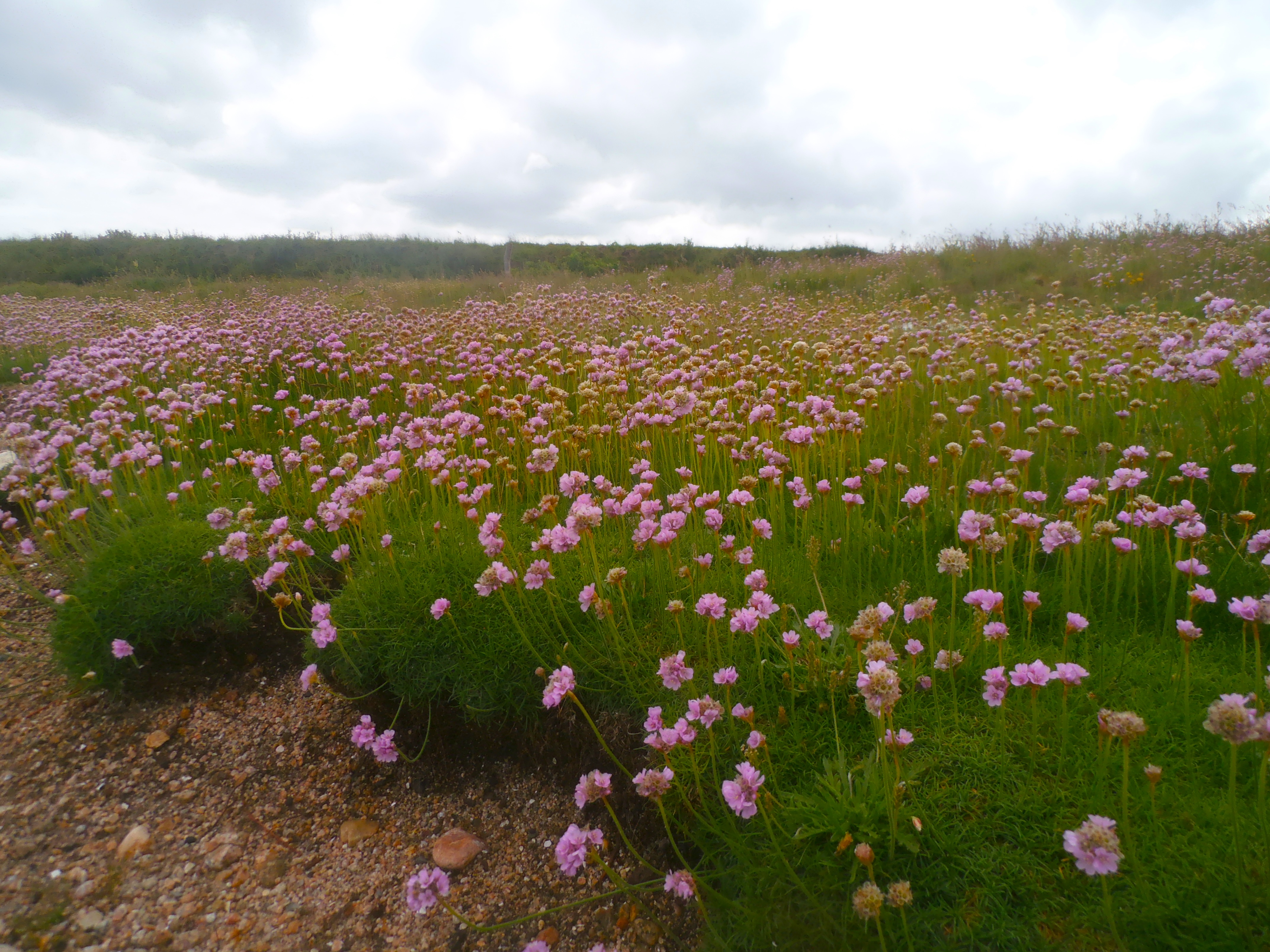
Armérie maritime (île de Tatihou - 50)

En France, elle est rencontrée sur les côtes de la Manche et de l'Atlantique (Vendée, Bretagne), sur les rochers et pelouses de bords de mer, battus par les embruns.

## Taxinomie

### Phytonymie
L'Armérie maritime est l'une des rares plantes à porter un nom de genre dérivant du celtique armor, « bord de mer », confirmant comme l'épithète spécifique maritima l'habitat maritime de cette espèce.

### Synonyme
- Statice maritima Mill.

## Caractéristiques générales

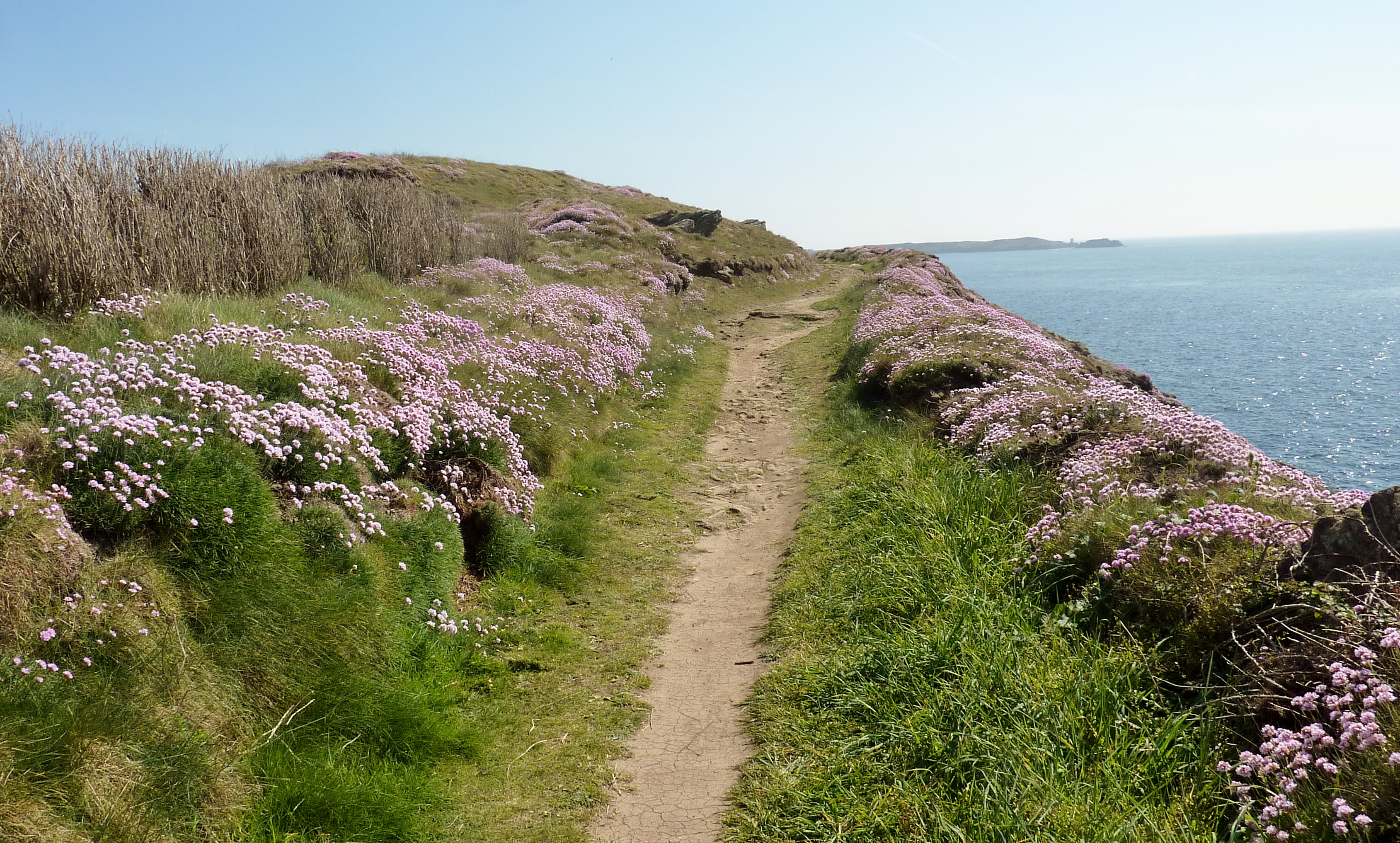
Arméries maritimes en fleur le long du GR 34 entre l'anse de Brenterc'h et la pointe de Brenterc'h à Ploumoguer.

### Appareil végétatif
C'est une plante vivace basse en touffe, formant des coussins permanents d'un vert sombre, plus ou moins denses (d'où son nom de gazon) un gazon. Ses feuilles linéaires (10-150 mm x 0-4-2-5 mm), à 1-3 nervures longitudinales parallèles, sont groupées en rosette à la base de la hampe florale.

### Appareil reproducteur
La hampe assez courte (de 1 à 30 cm), le plus souvent légèrement pubescente, porte à son extrémité des fleurs réunies en cyme capituliforme involucrée (de 10-25(-30) mm de diamètre) et à odeur très agréable de miel. Les fleurs, courtement pédonculées, sont bisexuées, actinomorphes, pentamères et tétracycliques, et ont une période de floraison de mai à août. Le périanthe est constitué d'un calice à 5 sépales connés, pubescent sur toute sa surface (rarement uniquement sur ses côtes), et d'une corolle à 5 pétales roses (7-11 x 2-5-4-5 mm), soudés entre eux à la base. Les 5 étamines oppositipétales sont soudées par leur filet à la base des pétales. Le pistil possède 5 carpelles soudés, surmontés par 5 styles libres (Armeria). La pollinisation est entomophile. Espèce à dissémination épizoochore, son fruit est une capsule entourée du calice et de la corolle persistants, à déhiscence transversale ou irrégulière.

## Habitat et répartition
Habitat type : voir sous-espèces
Aire de répartition : atlantique

## Sous-espèces et variété
- Armeria maritima subsp. maritima, des pelouses aérohalines submaritimes atlantiques.
- Armeria maritima subsp. miscella (Merino) Malag., des prés salés vasicoles de haut-niveau topographique, schorre moyen, méditerranéens.
- Armeria maritima subsp. halleri (Wallr.) Rothm., 1963, du nord de la France, présence probable en Moselle.
- Armeria maritima subsp. miscella
- Armeria maritima var. splendens Hort.

## Statuts de protection, menaces
L'espèce n'est pas encore évaluée à l'échelle mondiale et européenne par l'UICN. En France elle est classée comme non préoccupante .
Toutefois localement l'espèce est considérée comme vulnérable (VU) en Picardie et Poitou-Charentes ; quasi menacée (NT), proche du seuil des espèces menacées ou qui pourraient l'être si des mesures de conservation spécifiques n'étaient pas prises, en Haute-Normandie. Elle a disparu (RE) en Aquitaine, Nord-Pas-de-Calais et Haute-Normandie.

## Bioindication
La présence spontanée d'Armérie maritime hors de sa zone naturelle de répartition et hors de ses substrats naturels peut être bioindicatrice d'un gisement naturel de plomb, ou d'une solution ou de séquelles de guerre par le plomb, en particulier s'il s'agit de la variété Halerii[réf. nécessaire].

## Exemples de localisations de populations d'Armeria maritimaen France
- Falaises jurassiques autour du cap Gris-Nez (Nord de France) : Audresselles, Audinghen, Wimereux : floraison de fin mai à juillet. Grâce à la présence de Armeria maritima, la falaise devient rose.
- Le Croisic.
- tout le long des côtes et îles bretonnes
- Île de Tatihou (Cotentin)

## Symbolique

### Calendrier républicain
- Dans le calendrier républicain, le Statice était le nom attribué au 21e jour du mois de floréal[10], généralement chaque 10 mai du calendrier grégorien.

## Culture
Zones de rusticité : 2-7
Exposition : soleil 
Sol : sec, pauvre, drainé
Multiplication : semis au printemps, à peine couvert, germe en 1-3 mois, 18-21 °C; boutures en fin d'été et à l'automne
Usages : pente rocheuse, rocaille, crevasse